# Hans-Joachim Roedelius
Hans-Joachim Roedelius (Berlijn, 26 oktober 1934) is een Duits muzikant die bekendheid verwierf als pionier in de elektronische muziek. Roedelius was mede-oprichter van bands als Cluster en Harmonia en was lid van het ambient-jazz-trio Aquarello. Hij werkte samen met veel verschillende muzikanten waaronder Brian Eno, Dieter Moebius en Michael Rother.